# 聖莫尼卡大道
聖莫尼卡大道 （英語： Santa Monica Boulevard）是美國加州洛杉磯縣的一條主要大道，由西端的聖莫尼卡一直走到東端的洛杉磯，而大道途中也經過比華利山和西荷里活。這條大道有部分成為了2號加利福尼亞州州道，而整條都屬於66號美國國道的加州部分。

## 地理描述

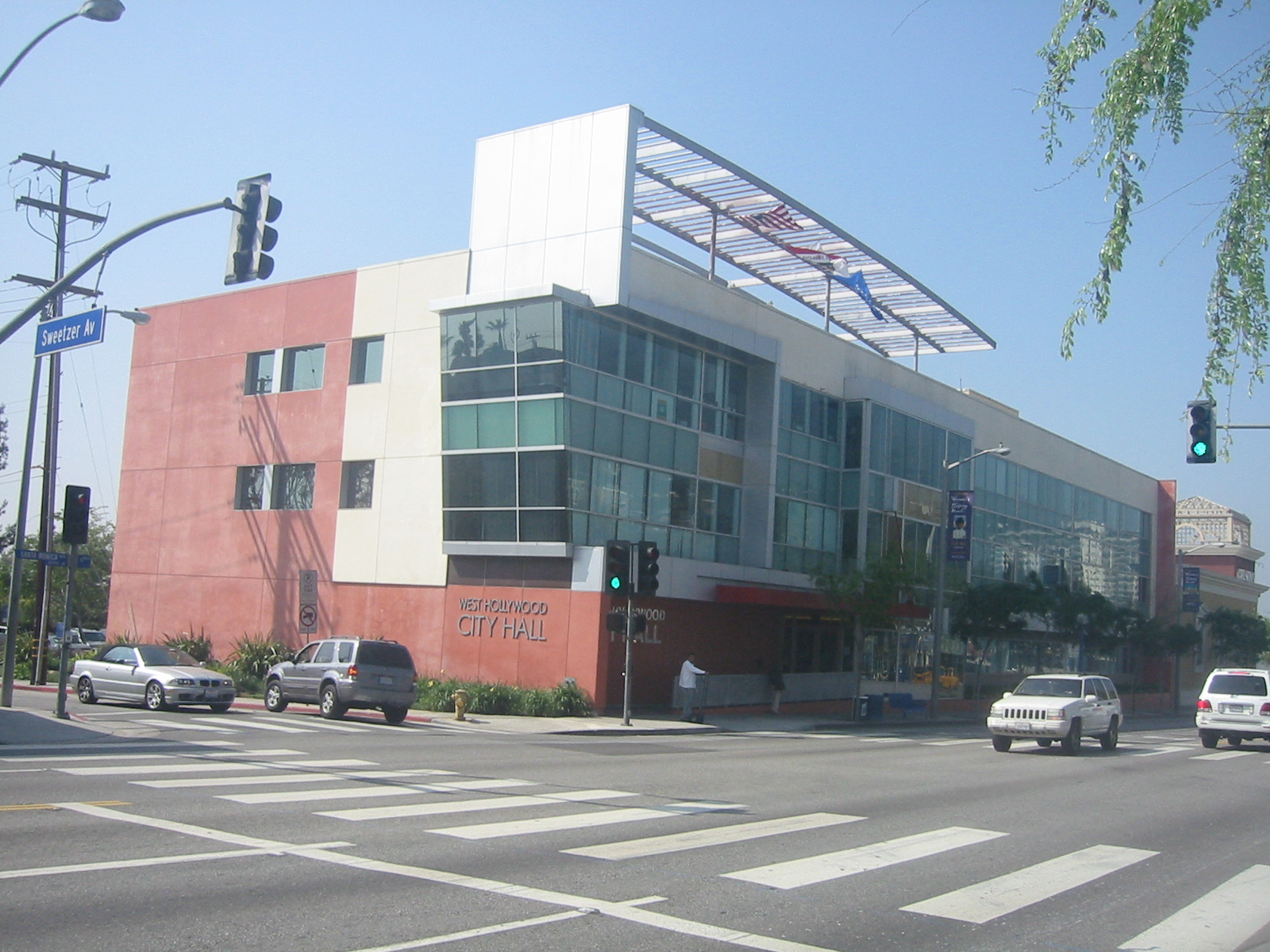
西荷里活市政廳位於聖莫尼卡大道上

聖莫尼卡大道的西端位於聖莫尼卡的海洋大道，靠著太平洋岸邊。該大道從西端直到與405號州際公路的交匯處也甚繁忙。
該大道一直向東走，從 Centinela 大道到荷里活高速公路的部分也屬於2號加利福尼亞州州道。這部分經過洛杉磯的西洛杉磯、西木區、世紀城和比華利山，直到抵達西荷里活。由於聖莫尼卡大道大部分都是雙綫來回（總共四條綫），所以屬於當地的主要通道之一。該區的很多車行也座落於聖莫尼卡大道。
在西荷里活，該大道在與Doheny Drive和Fairfax Avenue之間的部分，在道路兩邊設立了不少的銅名牌，紀念部分當地因艾滋病而死去的居民。聖莫尼卡大道在一個T字路口與日落大道的交匯，成為聖莫尼卡大道的東端。
聖莫尼卡大道在比華利山的部分以南，有一條“小聖莫尼卡大道”（英語：Little Santa Monica Boulevard），主要與聖莫尼卡大道平行走。

## 2020年示威
在2020年5月31日，該地區爆發佐治·弗洛伊德示威，並在其後也發生了暴動。該事故導致數間店鋪被毀壞，包括位於聖莫尼卡大道的日式料理餐廳 Sake House。有當地的餐廳老闆表示“基本上在10條街道之内的每家餐飲店都被毀壞”。